# Phare du château de Sidon
Le phare du château de Sidon (en anglais : Sidon Castle Lighthouse) est un feu inactif situé sur l'ancien Château de Sidon du port de Sidon ou Saïda dans le District de Sidon au Liban.

## Histoire
Le Château de Sidon est une ancienne forteresse templière en Terre sainte. Il a été plusieurs fois détruit et reconstruit. La lumière était installée sur un petit pylone à base triangulaire sur la tour ouest du château.

### Lien connexe
- Liste des phares du Liban